# 8kun
8kun, beter bekend onder de voormalige naam 8chan (ook wel Infinitechan of Infinitychan genoemd), is een van oorsprong Amerikaans internetforum waar gebruikers anoniem aan discussies kunnen deelnemen. Nadat de website in augustus 2019 offline was gegaan, werd deze in november van dat jaar geherlanceerd onder de nieuwe naam 8kun.
De website is controversieel wegens het bevatten van racistische, antisemitische en neonazistische inhoud en is in verband gebracht met meerdere schietpartijen. Ook is de website geweerd uit de zoekresultaten van Google wegens kinderpornografie.

## Omschrijving
8chan heeft een vergelijkbare opzet met andere internetfora zoals 4chan met verschillende 'boards'. Elk van deze boards is toegewijd aan een ander thema; zo is /pol/ bedoeld voor politieke discussie, /news/ voor nieuwsberichten, et cetera. Er is voor gebruikers geen ervaring met programmeren nodig om hun eigen board op te richten en de beheerders van de website hebben nauwelijks zeggenschap over wat er op een board wordt geplaatst.
Sinds maart 2014 heeft 8chan één regel die sitebreed geldt, namelijk om geen inhoud te plaatsen, noch aan te moedigen om inhoud te plaatsen welke volgens de wetgeving van de Verenigde Staten illegaal kan worden bevonden.

## Geschiedenis
De website is op 22 oktober 2013 opgericht door programmeur Fredrick Brennan (op de website bekend onder zijn alias "Hotwheels"), omdat hij vond dat internetfora als 4chan te veel onder surveillance en censuur leden. Brennan woonde toentertijd in New York en kwam op het idee voor 8chan na een trip met paddo's. 
Tijdens de Gamergate-hetze van 2014 ontving 8chan veel tractie nadat 4chan besloot berichten te verwijderen die zich hiermee bezighielden.
In januari van 2015 verhuisde de website zijn domeinnaam van '8chan.co' naar '8ch.net', nadat er klachten binnenkwamen bij de registrar van de website over het hosten van kinderpornografie. Fredrick Brennan verkocht in hetzelfde jaar de website aan Jim Watkins en poogde met programmeur Joshua Moon een nieuw forum genaamd 'Infinity Next' op te richten, omdat hij zich niet meer kon vinden in de richting die 8chan op ging. Dit mislukte echter wegens technische problemen.
Nadat drie schietpartijen, respectievelijk op 15 maart 2019 in Christchurch, op 27 april 2019 in Poway en op 3 augustus 2019 in El Paso, in verband werden gebracht met het internetforum besloot Cloudflare, de host van 8chan, om het platform op 4 augustus 2019 uit de lucht te halen. Bij al deze aanslagen plaatste de aanslagpleger zijn manifest op 8chan alvorens zijn daad te verrichten. Fredrick Brennan werkte sinds 2018 niet meer bij de website en was blij dat deze uit de lucht zou worden gehaald. Nadat de domeinnaam uit de lucht was gehaald, was de website echter nog wel bereikbaar via zijn oorspronkelijke IP-adres en Tor.
Op 6 augustus 2019 werd de in de Filipijnen woonachtige Amerikaan Jim Watkins opgeroepen om voor de United States House Committee on Homeland Security van het Amerikaans Congres te verschijnen wegens "de verspreiding van extremistische inhoud, waaronder blanke suprematie" op de website waar hij de eigenaar van is. Twee dagen later maakte Watkins in een video op YouTube bekend dat hij de website vrijwillig uit de lucht zou halen totdat hij met het comité gesproken had. In september reisde Watkins af naar Washington voor de ondervraging. Ook had hij een interview met The Washington Post, waarin werd aangegeven dat de website medio september weer online kon zijn.
Op 7 oktober 2019 plaatste Watkins opnieuw een video op YouTube en verstuurde het officiële Twitteraccount van 8chan de informatie dat de website voortaan '8kun' zou worden genoemd. De video toonde het nieuwe logo en verklaarde de keuze voor de naam: het achtervoegsel -kun verwijst naar het Japanse achtervoegsel bedoeld voor mannen, waar het achtervoegsel -chan wordt gebruikt voor jongere kinderen, hoewel het in het geval van 8chan eerder verwees naar het woord 'channel' (kanaal).
Aanvankelijk zou 8kun op 17 oktober 2019 online gaan, maar doordat de potentiële Britse host geen banden meer wilde hebben met de website wegens het aanleveren van valse identiteiten ging dit niet door. De volgende dag, op 18 oktober 2019, verscheen 8kun online, vanuit de hostingdienst VanwaTech, welke op hun beurt doorverwees naar een website gehost door het Chinese Tencent en Alibaba.